# كونال غوش (سياسي)
كونال غوش (بالإنجليزية: Kunal Ghosh)‏ هو سياسي هندي، ولد في 20 يونيو 1968 في كلكتا في الهند. حزبياً، نشط في مؤتمر ترينامول لعموم الهند ‏. وقد انتخب عضو راجيا سابها ‏.